# 葛嬴
葛嬴（?—?），齐桓公的妾夫人，齐昭公的母亲。
葛嬴原是葛国人，嫁给姜齐的国君齐桓公，生下公子潘。齐桓公的三位正室夫人王姬、徐嬴、蔡姬，都没有儿子。齐桓公喜欢女色，待遇如同夫人的有六人：长卫姬，生了武孟（公子無虧）；少卫姬，生了公子元；郑姬，生了公子昭；葛嬴，生了公子潘；密姬，生了公子商人；宋华子，生了公子雍。齐桓公死后，五子争位，宋国拥立公子昭即位，为齐孝公。齐孝公死后，公子潘即位为齐昭公。